# Callejón Zollo (Bilbao)
Callejón Zollo es un callejón en Bilbao situado a la altura del número 11 de la calle Alameda San Mamés.

## Historia
Antiguamente, era una calle que conectaba Alameda San Mamés con la calle Iparraguirre. En esa época, esta zona abastecía a la Alhóndiga (ahora Centro Azkuna) con caballos, y uno de los lugares donde se ataban los caballos aún se puede ver. Cuando se construyó el edificio que ahora lo convierte en un callejón, esta calle o estrada se convirtió en una curiosidad urbanísitca histórica. 
Hoy en día es un callejón en cuesta abajo, en cuya bajada se adivinan los surcos del paso de carromatos, o al menos esa es la ilusión que se conserva.Antes de la ocupación actual de las lonjas hubo una panadería. Figura en documentos históricos que un médico fue a inspeccionar la salubridad de la zona”.
Las personas propietarias de las lonjas se encargaron de adecentar el callejón. Hace varias décadas cerraron el paso y por las noches cierran la verja de entrada al mismo.Decidieron pintar las paredes de blanco, en combinación con las puertas y ventanas azules, y así se ha mantenido desde entonces. El arquitecto Iñigo Onzain ha rehabilitado una parte.

## Descripción
El callejón, comenzaba en la Alameda de San Mamés y llegaba hasta la calle Iparragirre. Bordeaba los terrenos del Caserío Zollo.Se trata de un cantón estrecho y en cuesta que termina en un espacio algo más amplio, donde convergen los bloques de viviendas de la propia Alameda San Mamés con los de la Alameda Rekalde y los de la calle Egaña.

Un llamativo letrero azul y amarillo anuncia que allí, en el número 11 de la calle Alameda San Mamés, se encuentra el callejón Zollo. La puerta de entrada también busca atraer la atención de los viandantes al estar enmarcada en una moldura dorada.

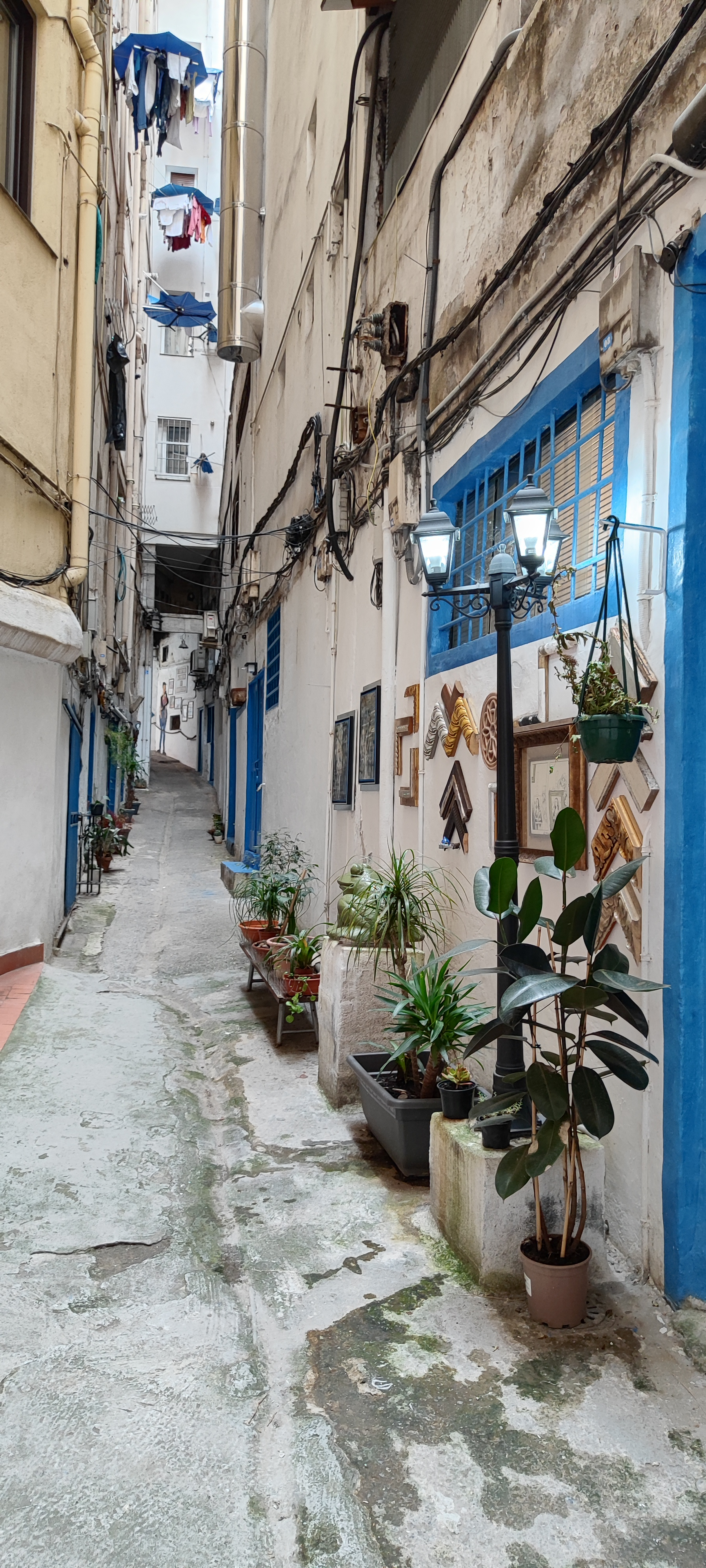
Callejón Zollo (subiendo)

Esta pequeña prolongación de Alameda San Mamés a la altura del número 11, ha pasado de ser uno de los espacios más ignorados de la ciudad a ser uno de los más fotografiados. Las puertas azules de los locales que alberga, en contraposición con las paredes blancas, evocan paisajes mediterráneos más típicos de Mykonos o Santorini, sobre todo cuando la luz se filtra por el estrecho hueco que dejan los edificios. La aparición del callejón en varios reportajes en medios de comunicación, ha propiciado que se acerquen turistas y personas curiosas a fotografiarlo.
El taller de enmarcación Molcris de Jorge Hierro Barcia y José Ignacio López, lleva más de cuatro décadas abierto en diferentes emplazamientos del callejón.También se encuentra la Galería Aire, una galería de arte donde se muestra, promociona y difunde, a través de exposiciones, la labor artística del alumnado y profesorado con vinculación a la facultad de Bellas Artes de la UPV/EHU. El responsable del espacio era el artista, docente e investigador Fito Ramírez.Pedro Rojo, de El cajón, trabaja en uno de los locales las llamativas creaciones que muestra en el escaparate del número 13 de Alameda San Mamés. “Lo utiliza de almacén. Anteriormente hubo también un taller de artesanía. Siempre ha habido cosas relacionadas con el mundo del arte”.